# Rhytachne
Rhytachne es un género de plantas herbáceas perteneciente a la familia de las poáceas. Es originario de Sudamérica tropical, Madagascar y África tropical.

## Especies
| - Rhytachne anisonodis - Rhytachne benguellensis - Rhytachne bovonei - Rhytachne caespitosa - Rhytachne congoensis - Rhytachne furtiva - Rhytachne gabonensis - Rhytachne geminatosubulata - Rhytachne gigantea - Rhytachne glabra - Rhytachne gonzalezii - Rhytachne gracilis - Rhytachne guianensis - Rhytachne latifolia | - Rhytachne lijiangensis - Rhytachne mannii - Rhytachne megastachya - Rhytachne minor - Rhytachne perfecta - Rhytachne pilosa - Rhytachne princeps - Rhytachne robusta - Rhytachne rottboellioides - Rhytachne rottboelloides - Rhytachne subgibbosa - Rhytachne triaristata - Rhytachne triseta - Rhytachne vottboelliodes |